# Chiesa di Santa Sabina (Sestri Levante)
La chiesa di Santa Sabina è un luogo di culto cattolico situato nella frazione di Trigoso, in piazza Santa Sabina, nel comune di Sestri Levante nella città metropolitana di Genova. La chiesa è sede della parrocchia omonima del vicariato di Sestri Levante della diocesi di Chiavari.

## Storia

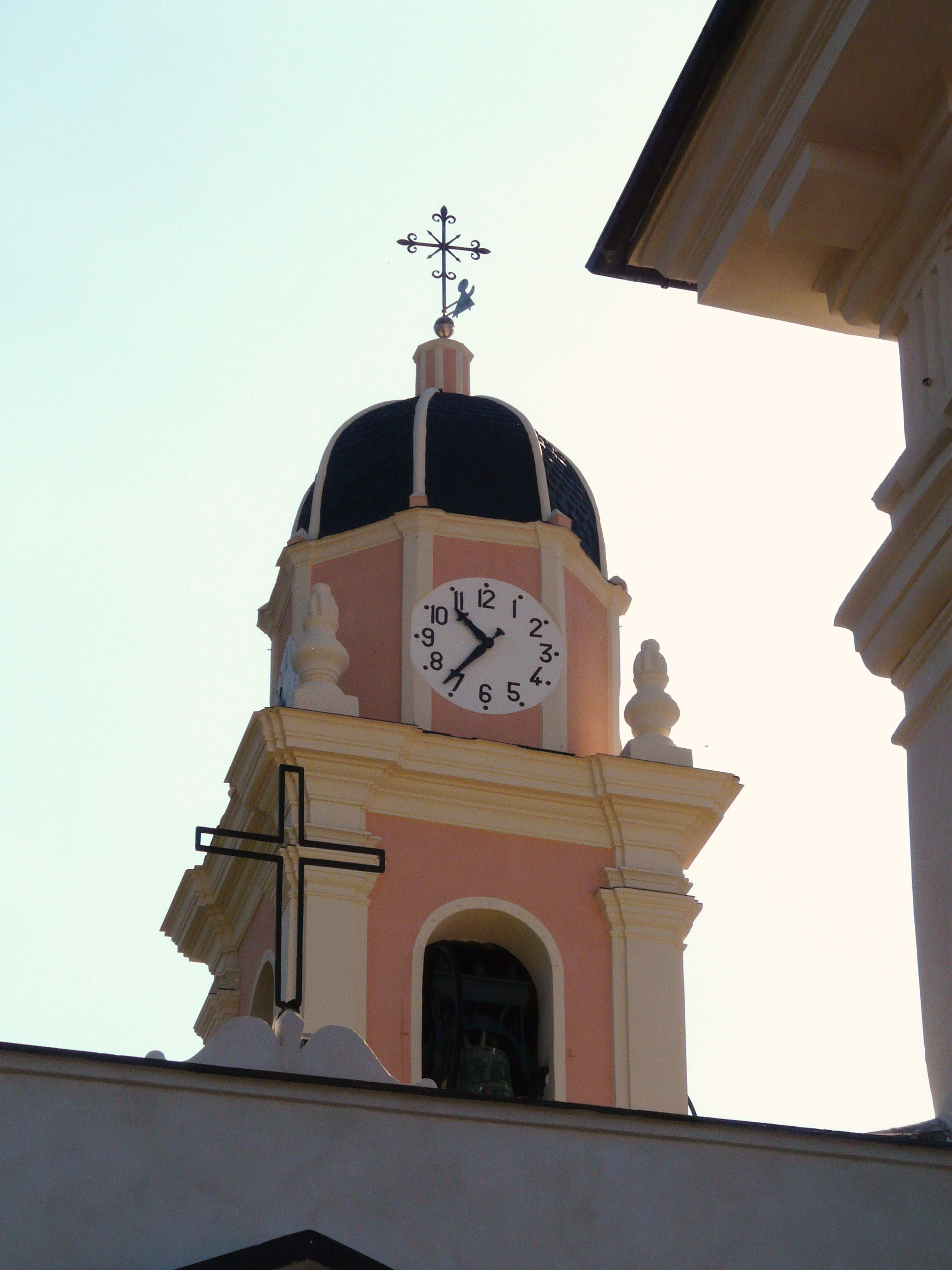
Il campanile

Secondo le fonti storiche le prime notizie sull'esistenza di un edificio di culto nel primitivo borgo di Trigaudium, quest'ultimo distrutto nel 642 dal re longobardo Rotari alla conquista della Liguria, è da ricercare quasi certamente al VII secolo, ai primordi del cristianesimo nella regione.
Citata ufficialmente per la prima volta in un documento datato al 1191, nel corso dei secoli subì diversi rimaneggiamenti e ampliamenti, tra cui il più consistente attuato nel 1642. L'ultima consacrazione della chiesa, così come testimonia una lapide posta sopra la porta della sagrestia, è avvenuta nel 1763 ad opera del vescovo della diocesi di Brugnato monsignor Domenico Tatis.
Già antica parrocchia della diocesi di Brugnato, i confini della giurisdizione parrocchiale subirono dal 1874 una sostanziale modifica all'indomani dell'ufficializzazione della nuova comunità parrocchiale di San Pietro apostolo di Riva che, di fatto, separò le due borgate di Riva e Trigoso in due distinte parrocchie.
Le principali festività liturgiche sono concentrate verso la Madonna del Rosario la prima domenica di ottobre - con processione ogni cinque anni con la presenza della statua seicentesca - verso la titolare della chiesa il 29 agosto e verso san Gottardo, contitolare dell'edificio, festeggiato la prima domenica di maggio e ancor più solennemente ogni venticinque anni con la processione dell'arca con la statua del santo.

## Descrizione

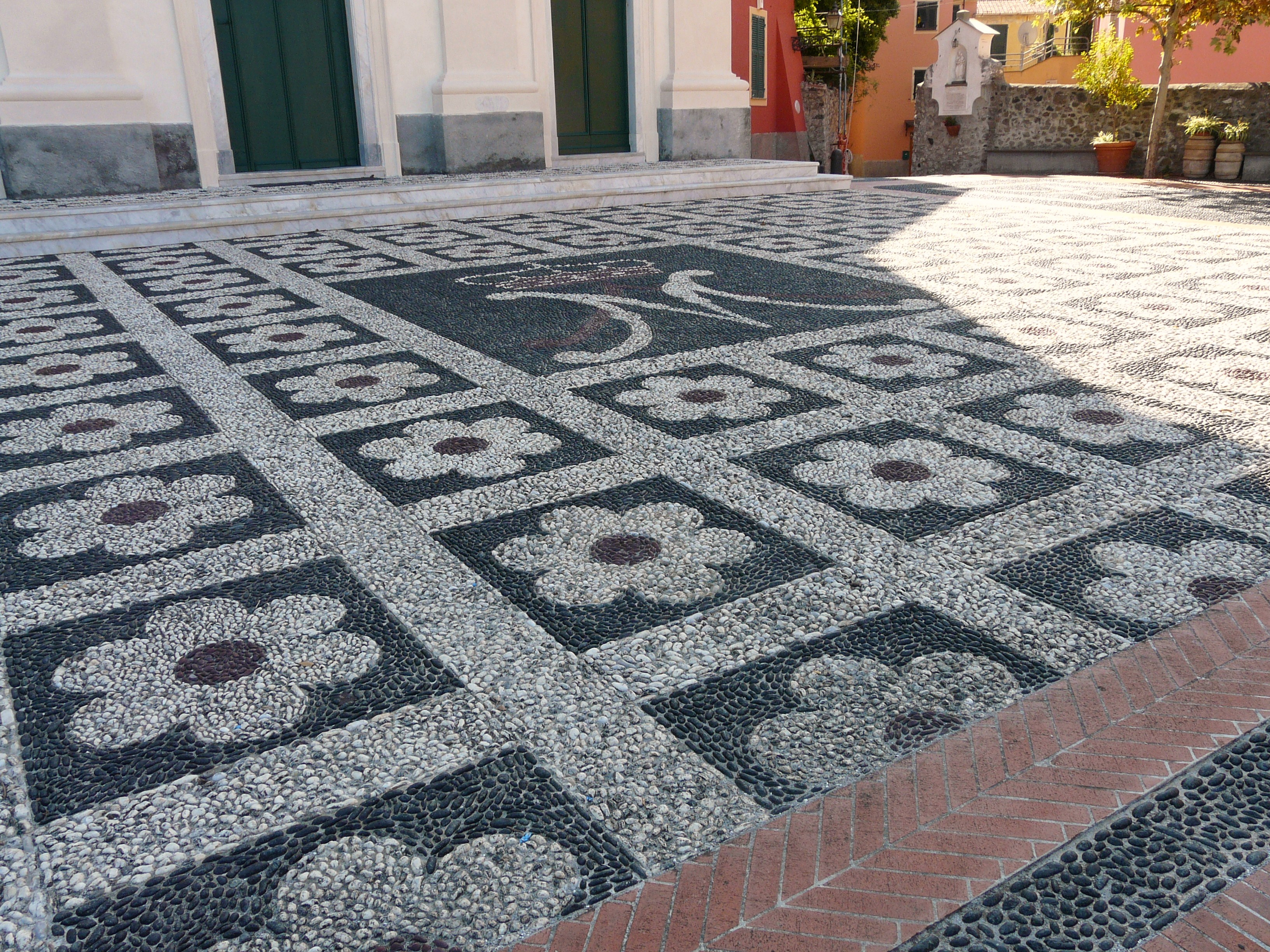
Il sagrato della chiesa con ciottoli di mare

L'edificio copre una superficie di circa trecento metri quadri e l'attuale struttura degli interni presenta una tipica pianta basilicale, con divisione a tre navate e la presenza di quattro altari laterali con il maggiore dedicato alla santa titolare della chiesa; quest'ultimo è in puro stile barocco genovese, ornato da decorazioni in marmo e con la presenza di un crocifisso ligneo. Dietro di esso è ubicato il coro in legno di noce, risalente al 1657, e una grande tela del Martirio di santa Sabina del 1811 e realizzata, secondo la firma, dal pittore Domenico Dentone; ai lati dell'altare le tele di Pietro apostolo e papa Adriano V, quest'ultimo pontefice della famiglia Fieschi di Lavagna e legato al borgo di Trigoso.
Nelle due cappelle del presbiterio, dedicate rispettivamente a san Gottardo e alla Madonna del Rosario, sono presenti le due statue omonime realizzate nel 1662. Lungo le navate sono invece ubicate le statue aventi come soggetti santa Sabina, nella navata sinistra e attribuita alla scuola scultorea di Anton Maria Maragliano, e di Nostra Signora Assunta nella parte destra. A destra del battistero è presente invece un crocifisso, sempre attribuito alla scuola del Maragliano. Tra gli arredi della chiesa è anche un trono ligneo per il Santissimo Sacramento, in barocchetto genovese, e decorato con oro zecchino.
Gli affreschi delle navate sono opere dei professori Giulio Corio e Gioacchino Aluffo e, più recentemente, di Armando Peirano; i primi due realizzeranno anche le decorazioni pittoriche del presbiterio e del Sancta sanctorum.
Di particolare pregio artistico è l'antistante sagrato della chiesa, realizzato per la prima volta nel corso del XIX secolo e ripreso in una delicata opera di rifacimento nel 1998 su progetto dell'architetto Domingo Tonini. Il piazzale è consto da ben tre milioni di pietre di mare che vanno a formare un pregevole disegno artistico a mosaico; al centro è raffigurato lo stemma mariano, in onore della Madonna del Rosario, e ai lati gli stemmi di santa Sabina e san Gottardo.
Di fianco alla chiesa svetta l'alto campanile, alto 26 metri, edificato nel 1648 e dotato della grossa campana dal 1655.